# Wiskitki (gmina)
Pour les articles homonymes, voir Wiskitki.
La gmina de Wiskitki est un district administratif situé en milieu rural du powiat de Żyrardów dans la voïvodie de Mazovie, dans le centre-est de la Pologne.
Son siège administratif (chef-lieu) est la ville de Wiskitki, qui se situe à environ 5 kilomètres au nord-ouest de Żyrardów (siège de la Powiat) et à 44 kilomètres à l'ouest de Varsovie (capitale de la Pologne).
La gmina couvre une superficie de 150,94 kilomètres carrés pour une population de 9 851 habitants en 2017.

## Histoire
De 1975 à 1998, la gmina est attachée administrativement à la voïvodie de Skierniewice. Depuis 1999, elle fait partie de la voïvodie de Mazovie.

## Géographie

### Villages
La gmina de Wiskitki comprend les villages et localités de :

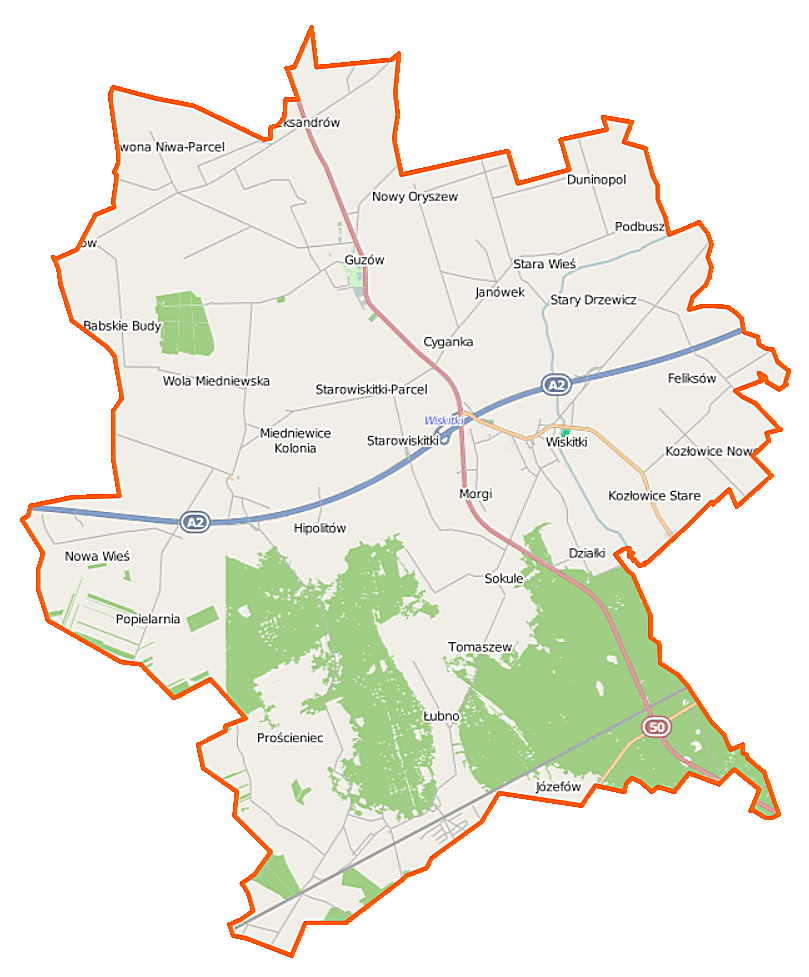
Plan de la gmina

- Aleksandrów
- Antoniew
- Babskie Budy
- Cyganka
- Czerwona Niwa
- Czerwona Niwa-Parcel
- Duninopol
- Działki
- Feliksów
- Franciszków
- Guzów
- Guzów-Osada
- Hipolitów
- Janówek
- Jesionka
- Józefów
- Kamionka
- Kamionka Mała
- Łubno
- Miedniewice
- Miedniewice-Kolonia
- Miedniewice-Łąki
- Miedniewice-Parcela
- Morgi
- Nowa Wieś
- Nowe Kozłowice
- Nowy Drzewicz
- Nowy Oryszew
- Oryszew-Osada
- Podbuszyce
- Podoryszew
- Popielarnia
- Prościeniec
- Różanów
- Siarkowiec
- Smolarnia
- Sokule
- Stara Wieś
- Stare Kozłowice
- Starowiskitki
- Starowiskitki-Parcel
- Stary Drzewicz
- Stary Hipolitów
- Tomaszew
- Wiskitki
- Wola Miedniewska

### Gminy voisines
La gmina de Wiskitki est voisine de :

la ville de :
- Żyrardów

et des gminy de :
- Baranów
- Bolimów
- Jaktorów
- Nowa Sucha
- Puszcza Mariańska
- Radziejowice
- Teresin

## Structure du terrain
D'après les données de 2002, la superficie de la commune de Wiskitki est de 150,94 km2, répartis comme telle :
- terres agricoles : 72 %
- forêts : 20 %

La commune représente 28,34 % de la superficie du powiat.

## Démographie
Données du 30 juin 2004 :
| Description        | Total  | Total | Femmes | Femmes | Hommes | Hommes |
| ------------------ | ------ | ----- | ------ | ------ | ------ | ------ |
| Unité              | Nombre | %     | Nombre | %      | Nombre | %      |
| Population         | 9 829  | 100   | 4 906  | 49,91  | 4 923  | 50,09  |
| Densité (hab./km²) | 65,12  | 65,12 | 32,50  | 32,50  | 32,62  | 32,62  |